# Dada Masilo
Dikeledi Masilo, detta Dada (Soweto, 21 febbraio 1985 – Soweto, 29 dicembre 2024), è stata una ballerina e coreografa sudafricana.

## Biografia
Figlia di una ragazza madre, Dada Masilo nacque a Soweto nel 1985 e fu cresciuta dalla nonna. Iniziò a ballare all'età di dieci anni e si perfezionò alla Dance Factory e alla National School of Arts di Johannesburg, dove studiò danza classica e moderna. Successivamente si perfezionò alla Jazzart di Città del Capo e, dal 2004, al Performing Arts Research and Training Studios di Anne Teresa De Keersmaeker a Bruxelles, dove ottenne il suo primo successo come coreografa con una nuova versione de La morte del cigno ispirato a una zia morta di AIDS.
Nel 2007 tornò in Sudafrica, dove portò al debutto nuovi allestimenti di Romeo e Giulietta (2008) e Carmen (2009). Nel 2010 attirò l'attenzione della critica con la sua rilettura de Il lago dei cigni volta ed esplorare l'omofobia nel Sudafrica: in questa versione del balletto il principe Siegfried, omosessuale, è costretto a sposare Odette, pur essendo innamorato di un Odile maschio. Dopo aver ottenuto il successo in patria, il suo Lago dei cigni è stato portato in tour in Europa e negli Stati Uniti, venendo rappresentato anche al Romaeuropa Festival (2013), al Teatro Sadler's Wells di Londra (2014) e a New York (2016). Successivamente tornò al Romaeuropa Festival come ballerina e coreografa anche nel 2014 (con Carmen), nel 2017 e nel 2021. 
Nel 2017 allestì una nuova versione di Giselle caratterizzata da un sincretismo stilistico tra balletto classico e danze africane; il suo allestimento del balletto ha vinto il Premio Danza&Danza per il miglior spettacolo contemporaneo nel 2018.
Nel 2021 portò al debutto The Sacrifice, creato in risposta a La sagra della primavera di Pina Bausch e riproposto a New York nel 2023. Nel settembre 2024 vinse il Premio Positano Léonide Massine alla carriera.
È morta nel dicembre 2024 all'età di 39 anni dopo una breve malattia.